# Thornton, Texas
Thornton är en ort i Limestone County i delstaten Texas, USA.
Sanctuary Church har en kommunitet i Thornton vid Lake Limestone.